# Episodi di Mixology
La prima stagione della serie televisiva Mixology, è stata trasmessa in prima visione negli Stati Uniti d'America sul canale ABC dal 26 febbraio 2014.
In Italia la stagione è inedita.
| nº | Titolo originale        | Titolo italiano | Prima TV USA     | Prima TV Italia |
| -- | ----------------------- | --------------- | ---------------- | --------------- |
| 1  | Tom & Maya              |                 | 26 febbraio 2014 |                 |
| 2  | Liv & Ron               |                 | 5 marzo 2014     |                 |
| 3  | Bruce & Jessica         |                 | 12 marzo 2014    |                 |
| 4  | Cal & Kacey             |                 | 19 marzo 2014    |                 |
| 5  | Fab & Jessica & Dominic |                 | 26 marzo 2014    |                 |
| 6  | Tom & Maya II           |                 | 2 aprile 2014    |                 |
| 7  | Bruce & Fab             |                 | 9 aprile 2014    |                 |
| 8  | Jessica & Ron           |                 | 16 aprile 2014   |                 |
| 9  | Dominic & Kacey         |                 | 23 aprile 2014   |                 |
| 10 | Liv & Jim               |                 | 30 aprile 2014   |                 |
| 11 | Bruce & Maya            |                 | 7 maggio 2014    |                 |
| 12 | Last Call               |                 | 14 maggio 2014   |                 |
| 13 | Closing Time            |                 | 21 maggio 2014   |                 |